# Glochidion cacuminum
Glochidion cacuminum är en emblikaväxtart som beskrevs av Johannes Müller Argoviensis. Glochidion cacuminum ingår i släktet Glochidion och familjen emblikaväxter.
Artens utbredningsområde är Java. Inga underarter finns listade i Catalogue of Life.